# Fase planetària de la civilització
La fase planetària de la civilització és un concepte definit pel Global Scenario Group (GSG), una organització mediambiental que s'especialitza en l'anàlisi d'escenaris i pronòstics. L'organització afirma que la creixent interdependència global i els riscos, com ara el canvi climàtic, està duent el món a un sistema socio-ecològic unitari. Aquesta condició sense precedents assenyala un canvi històric del període de modernitat, caracteritzat pels estats sobirans, creixement continu de la població i de les economies, recursos abundants i desatenció dels impactes mediambientals. La Fase Planetària té moltes manifestacions: globalització econòmica, desestabilització biosfèrica, migració massiva, institucions globals noves (com les Nacions Unides i l'Organització de Comerç Mundial), Internet, noves formes de conflictes transfronterers, i canvis dins la cultura i la consciència. Altres consideren cadascun d'aquests fenòmens per separat, però donen poca credibilitat a la teoria d'un canvi holístic en la dinàmica històrica.

## Rerafons
La idea de la fase planetària de civilització descansa sobre l'extensiu estudi sociològic i antropològic realitzat pel GSG. Al 1995 el GSG va examinar futurs versemblants alternatius mitjançant l'observació de tendències en els canvis socials de diversos àmbits. Els seus escenaris, es publicaren en una sèrie d'assajos, ha estat utilitzat en nombrosos estudis regionals, locals, i globals incloent-hi el programa de les nacions unides per la medi ambient (UNEP) punt de vista sobre el medi ambient global (GEO). El GSG sintetitzà els seus descobriments per una audiència no tècnica en l'assaig La Gran transició: La Promesa i l'ham dels Temps Futurs. Un article d'octubre 2005 en la revista Monthly Review titulat “Organitzar la revolució Ecològica” descrivia la crisi mediambiental global “actual” i els esforços del GSG tan “l'intent més ambiciós fins al moment per dur a terme una valoració tan àmplia” de la nostra situació ecològica actual i situació futura.

## Transicions històriques
En una perspectiva històrica, per al GSG la fase planetària de la civilització es veu com la tercera transició significativa en la civilització. Encara que la història és complexa i difícil de dividir a eres diferenciades, argumenten que un panorama ample revela dos primerencs macro-canvis en la cultura i la societat humana: canvis de l'Edat de Pedra a la Civilització Primerenca i llavors de Civilització Primerenca a l'Era Moderna. Cada transició comportà un salt en la complexitat de societat, com es pot veure en els canvis en l'organització social, l'economia, i les comunicacions. L'Edat de Pedra es caracteritzà per tribus i pobles, amb economies de caça i recol·lecció, i llengua parlada com el mitjà de comunicació. El canvi a Civilització Primerenca va portar ciutats estat i regnes més estructurats, va agricultura sedentària, i escriptura. De la mateixa manera, la fase planetària veu l'organització social, l'economia, i moviment de comunicacions a nivell global. A més, a diferència de transicions prèvies, la fase planetària marca una nova era ecològica, l'Antropocè, en la qual l'activitat humana esdevé la conductora primària de canvis al sistema de la Terra.
En el llibre La Gran Transició: La Promesa i l'ham dels Temps Futurs, el GSG argumenta que les transicions històriques semblen accelerar-se amb la longevitat de cada període successiu que no pas amb l'anterior. Així, la duració de l'Edat de Pedra era en l'ordre de 100,000 anys; Civilització Primerenca, 10,000; i la modernitat 1,000. Afirmen que si la fase planetària pren forma en els propers 100 anys, el patró d'acceleració continuaria.
El GSG argumenta que, mentre la història ha entrat a la fase planetària, la forma definitiva de civilització global resta profundament incerta. Explora futurs alternatius a través d'anàlisis d'escenaris, agrupant les possibilitats a tres escenari tipus: Mons Convencionals, Barbarització, i Grans transicions. Els mons convencionals assumeixen la persistència institucions i valors culturals actuals dominants, on el món intenta fer front als reptes a través d'adaptacions espontànies del mercat espontani o canvis incrementals de les polítiques governamentals. El GSG troba els anomenats Mons Convencionals un camí altament arriscat de la fase planetària, un camí que podria du molt probablement a alguna forma de descentralització social ("Barbarització"). Així, el GSG sosté que l'escenari més desitjable seria una Gran Transició que incorporés institucions noves per promoure sostenibilitat mediambiental, equitat social, i estils de vida, una vegada assolit un nivell suficient de prosperitat material, que emfasitzi compliment qualitatiu més que consum quantitatiu. Aquests canvis s'arrelarien en l'ascenció d'un nou conjunt de valors – solidaritat, ecologia, benestar – que gradualment desplaçaria la tria de la modernitat d'individualisme, dominació de naturalesa, i consumisme. El canvi polític i cultural previst en aquest escenari, tanmateix, depèn de l'aparició d'un moviment de ciutadans global com a actor potencial per contraatacar el poder d'empreses transnacionals, governs estatals, i valors dominants.